# Doble Super-8

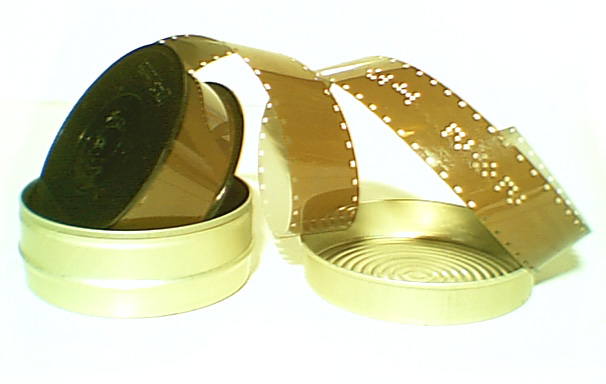
Bobina de película de Doble Super-8 de 10 metros que, una vez filmada por ambos lados y dividida longitudinalmente, se convierte en 20 metros.

El Doble Super-8 es una variante de presentación de la película de Super-8 que la Eastman Kodak lanzó al mercado en 1965. Esta casa fotográfica americana mejoró el formato de Doble 8 con la idea de hacerlo más accesible al gran público. Hizo aparecer su nuevo formato bajo 2 presentaciones diferentes: una en forma de cartucho lista para usar y filmar, y otra en bobinas tal y como se vendía el Doble 8. La idea era satisfacer 2 tipos diferentes de usuarios: la de aquellos que tan solo querían filmar sus recuerdos familiares y la de quienes podían darle un uso semiprofesional.

## Como el Doble 8
La idea era de proporcionar el nuevo formato Super-8 con la misma presentación que el Doble 8. La película se ofrecía en bobinas de 16 mm de ancho y con las perforaciones laterales del Super-8. Una vez filmada por una mitad y por otra, se revelaba, se dividía en dos y se unían ambos extremos. La casa encargada de hacer cámaras para este sistema fue la compañía francesa Pathé Fréres, competidora de la Eastmann Kodak, pero que en aquel tiempo fue adquirida por ésta. Eran cámaras pensadas para aficionados que buscaban una mayor calidad de imagen y preparadas para usar rollos de hasta 120 metros de película.
La primera cámara para esta variante de Super-8 fue la Pathé DS8/BTL Professional Reflex, la cual disponía de una torreta triple de objetivos intercambiables. La montura era de tipo C y los objetivos estándares eran Angenieux f/1.9 8-64 mm y f/1.2 6-90 mm. El obturador era variable y se podían cerrar por sectores. La cadencia de filmación llegaba hasta los 80 fps (fotogramas por segundo). Se trataba de una adaptación de la Pathé Webo realizada para 16 mm. Tras ésta, a lo largo de los años 1970, la Pathé fue adapatando los modelos que fabricaba para 16 mm.
La ELMO C300 fue otra cámara que apareció al poco tiempo, esta vez, producida por la casa japonesa Elmo. En torno a 1965 había 2 formatos de paso 8 mm y varios sistemas de presentación de los formatos. Así pues, fabricó una cámara cuya parte trasera o cargador, donde estaba alojada la película, era de quita y pon. Fabricó tres cargadores diferentes para alojar la película: uno para Doble 8, otro para Super-8 y otro para Single 8. Con una misma cámara se podía filmar en todos los formatos. Y, al poco de ello, fabricó un cargador fenomenal para el Doble Super-8. La C300 fue todo un hito de ingenio, calidad y restaciones.

## Emulsiones en DS8
Cuando la Eastman Kodak propuso esta variante de Súper 8, mantuvo la misma oferta de película cinematográfica que para el Doble 8. Y propuso dos emulsiones: la KODACHROME II A y la KODACHROME II D. La primera equilibrada para luz de foco con una temperatura de color de 3400 K y sensibilidad de 40 ASA y, la segunda, para luz de día de 5900 K y sensibilidad de 25 ASA. Las cámaras de Súper 8 con cartucho, al tener el filtro de luz de día tipo Wratten 85A, sólo tuvieron al alcance la película KODACHROME II 40A. Cuando apareció la emulsión mejorada, la KODACHROME 40A, a mediados de los años '70, para Doble Súper 8 apareció también la KODACHROME 25D.
En los años 1970, Eastman Kodak siguió apostando por esta variante dirigida al mercado profesional con la aparición de otras emulsiones:
- EKTACHROME COMMERCIAL, 25 ASA, A, 3400 K, proceso ECO-3
- KODAK EKTACHROME EF, 25 ASA, B, 3200 K, proceso ME-4
- KODAK 4X 7277, 400 ASA, pancromática
- KODAK PLUS-X 7276, 40 ASA, pancromática
- KODAK TRI-X 7278, 160 ASA, pancromática

Aparte de esta película fabricada en el "eje occidental", hubo otra fabricada más allá del telón de acero. En la República Democrática Alemana la casa Orwo puso varias emulsiones a disposición. También sacó película la fábrica Svema de Ucrania. Ambas casas nutrían la variada oferta de cámaras que para DS8 se hizo en la Europa Oriental.

## Doble Super-8 hoy
El DS8 tuvo a su disposición un buen elenco de cámaras cinematográficas para satisfacer a los aficionados. Las cámaras más baratas y asequibles fueron fabricadas en Europa del Este por la Zenit, Lomo o Meopta. Pensemos que en aquellos países era tradicional vender la película para Doble 8 o Super-8 a metros. Muchos aficionados de esos países tenían a mano cartuchos recargables de Súper 8 y adquirían la película a metros.
Las mejores cámaras fueron manufacturadas en Francia por la Pathé, que estaba en propiedad de la Eastman Kodak. Y se hizo intentos de poner para esta variante de cámaras Súper-8 provenientes del formato superior: del 16 mm. Así pues, la compañía Arri llegó a fabricar una decena de cámaras  Arriflez 16 ST. La casa Aaton fabricón un prototipo que no llegó a despegar. Y, recientemente en 2007, la casa Ikonoscop, fabricante de la cámara de 16 mm A-CAM 16 SP, ha propuesto la adaptación de esta cámara para el mercado de DS8, aunque sin visos de esperanza.
En cuanto a material sensible, al igual que ocurre con el sistema antiguo de Doble 8, Kodak fabrica película con estas perforaciones, aunque no se encarga de su comercialización directa sino que solamente la entrega en grandes pedidos a terceros, que se encargan de su distribución. Además, gracias a la empresa alemana Wittner Cinetec también puede adquirirse película para este formato. Esta casa germana vendedora de material cinematográfico de paso estrecho, lleva tiempo ofreciendo película para DS8 y otros. Y además han ampliado la gama de emulsiones disponibles, perforando material sensible de 35 mm y adaptándolo al formato. Para ello se ha dotado de maquinaria con la que perforará el material a todos los formatos de paso estrecho.
Otras casas mantienen material sensible en DS8 como la también alemana Kahl. Y en 2007 apareció, por vez primera en Súper 8 y DS8 una emulsión de buena calidad. Se trata de la FUJI VELVIA 50 que GK Film GmbH de Alemania en colaboración con Super 8 Lab de Holanda pusieron en circulación. Esta empresa fue bautizada como Cinevia. 
Estas casas nombradas, son casas comerciales que no fabrican material sensible, sino que lo adaptan mediante perforación y recorte. Actualmente, aparte de la Fuji Photo Film y de la Eastman Kodak, hay algunas otras casas fabricantes de película, como la Orwo de Alemania o la Foma. Y felizmente, ambas fabrican emulsión en blanco y negro para DS8.

## Cámaras de DS8

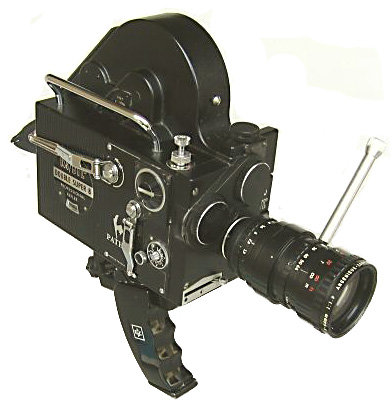
1965, PATHE WEBO BTL DS8, primera cámara de DS8, fabricada en Francia por Kodak-Pathé.

Las lista de cámaras que sigue fueron fabricadas para Doble Súper 8. Aparte de éstas, actualmente se siguen adaptando las cámaras de Doble 8 tipo Bolex H8 para esta variante de Super-8.
- Arriflex DS8 (197?)
- Auto Camex Double Super 8 (1970)
- Canon DS 8 Zoom (1970)
- Elmo C 300 (1966)
- Lomo 2 Super (1969)
- Lomo Super 2x8 Avrora (1969)
- Meopta A 8 G 1 Supra (1968)
- Meopta A 8 G 2 Supra (1968)
- Meopta A 8 L 1 Supra (1971)
- Meopta A 8 L 2 Supra (1971)
- Pathé DS8/BTL Profesional Reflex (1965)
- Pathé DS8/BTL Profesional Reflex 120 m (1965)
- Pathé DS8/BTL II Report Duolight (1970)
- Pathé Electronic DS8 Duolight (1972)
- Pathé Report II Duolight (1981)
- Pathé Webo DS8 BTL (1965)
- Pathé Webo DS8 Report (1977)
- Zenit Quarz 2x8S 1 (196?)
- Zenit Quarz 2x8S 1 M (1968)
- Zenit Quarz 2x8S 2 (197?)
- Zenit Quarz 2x8S 3 (1971)
- Zenit Quarz 2x8S Ш (197?)
- Zenit Quarz 2x8S A (197?)
- Zenit Quarz 10 (197?)
- Zenit Quarz 10 Ш (197?)